# Chondropetalum mucronatum
Chondropetalum mucronatum là một loài thực vật có hoa trong họ Restionaceae. Loài này được (Nees) Pillans mô tả khoa học đầu tiên năm 1928.